# Christiana-Inseln
Die unbewohnten griechischen Christiana-Inseln (griechisch Χριστιανά (n. pl.)) bestehen aus drei Felseninseln und einigen Felsen in der südlichen Ägäis. Administrativ gehören die Christiana-Inseln zur Gemeinde Thira, die meist Santorin genannt wird, in der Region Südliche Ägäis (Περιφέρεια Νότιου Αιγαίου).

## Geographie
Die Felseninseln liegen etwa 23 km südwestlich von Santorin, nach Größe von Nordwest nach Südost: Christiani, Askania und Eschati.
| Name                                         | griechischer Name  | Fläche km² | Höhe |                              |
| -------------------------------------------- | ------------------ | ---------- | ---- | ---------------------------- |
| Christiani                                   | Χριστιανή (f. sg.) | 1,188      | 285  | 36° 14′ 57″ N, 25° 12′ 11″ O |
| Askania                                      | Ασκανιά (f. sg.)   | 0,257      | 160  | 36° 14′ 2″ N, 25° 12′ 48″ O  |
| Eschati                                      | Εσχάτη (f. sg.)    | 0,001      | 15   | 36° 13′ 12″ N, 25° 13′ 47″ O |
| Karte mit allen Koordinaten : OSM \| WikiMap |                    |            |      |                              |

## Geologie
Die Christiana-Inseln sind vulkanischen Ursprungs und liegen wie Methana, Milos und Nisyros auf dem Ägäischen Inselbogen. Sie stellen das südwestliche Ende einer Vulkankette dar, die sich nach Nordosten über die Vulkaninsel Santorin, den Unterwasservulkan Kolumbos und die Kolumbos-Vulkankette erstreckt. Dieses circa 60 km lange Vulkanfeld ist in vier Phasen entstanden, die im späten Pliozän mit der Entstehung Christianas ihren Anfang nahmen. Seismische Studien zeigen, dass der Vulkanismus Christianas vor circa 1,6 Millionen Jahren erloschen ist.

## Geschichte

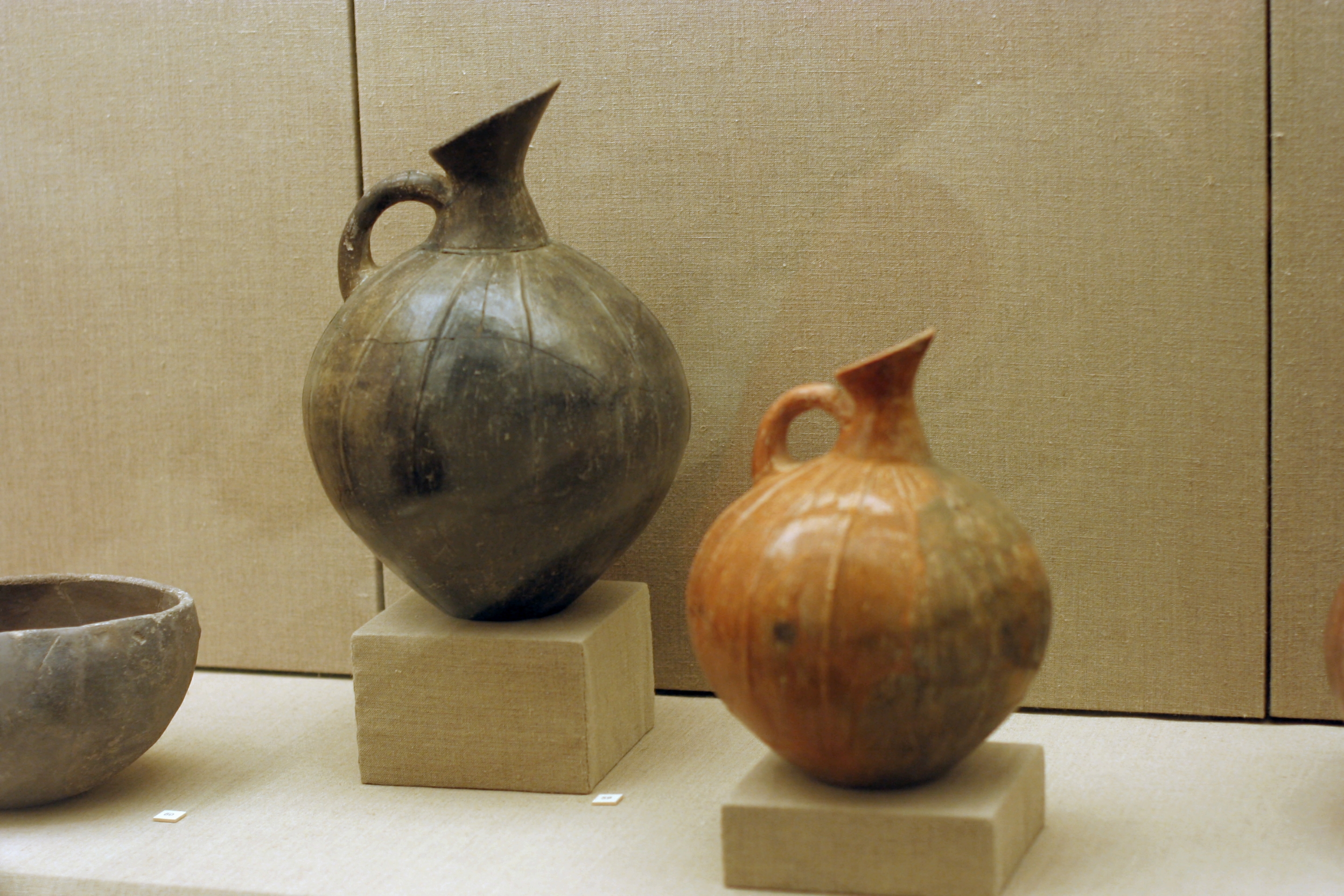

Bereits während der Bronzezeit war Christiani besiedelt. Darauf weisen runde Gebäudestrukturen sowie umfangreiche Keramikfunde der Kykladenkultur hin. Einige Funde wurden der Keros-Syros-Kultur (FK II) zugeordnet. Andere könnten die Lücke nach dem Abbruch der Siedlungskontinuität am Ende der Kastri-Kultur (FK III) um etwa 2200 v. Chr. zur mittelkykladischen Phylakopi-Kultur schließen. Im Museum von Thira auf Santorin sind einige Fundstücke ausgestellt.
Einziges Zeugnis heutiger menschlicher Zivilisation ist die kleine Kapelle „Agios Vasilios“ im Norden von Christiani.

## Natur
Ganzjährig auftretende starke Winde in Kombination mit rauer See beeinflussen das Landschaftsbild der Vulkaninseln. Aufgrund ihrer abgeschiedenen Lage und von tiefem Meer umgeben, sind die Inseln ein wichtiger Rastplatz für Zugvögel sowie Brutgebiet für Seevögel und stellen ein bedeutendes terrestrisches Ökosystem dar.

### Flora
Die Vegetation der Küstenregion wird von obligaten Halophyten bestimmt, die an den Salzstandort der Küstenregion angepasst sind. Im Inneren der größeren Inseln bestimmen Phrygana-Vertreter wie Dorn-Bibernelle (Sarcopoterium spinosum), und Flockenblumen (Centaurea raphanina ssp. mixta) sowie die Winde Convolvulus pentapetaloides und Hartlaubgewächse das Landschaftsbild.

### Fauna
Neben Ägäischen Nacktfingern (Mesodactylus kotschyi) existiert auf den Inseln eine Population der Europäischen Katzennatter (Telescopus fallax).
Die Inseln sind ein Brutgebiet von Eleonorenfalken.

### Naturschutz
Zusammen mit anderen unbewohnten Felseninseln bilden die Christiana-Inseln in der südlichen Ägäis das Natura-2000-Gebiet GR 4210011 Vrachonisia Egeou: Velopoula, Falkonera, Ananes, Christiana, Pachia, Fteno, Makra, Astakidonisia, Syrna Gyro Nisia (Βραχονήσια Νοτίου Αιγαίου: Βελοπούλα, Φαλκονέρα, Ανάνες, Χριστιανά, Παχειά, Φτενό, Μακρά, Αστακιδονήσια, Σύρνα-Γύρω νησιά), und zugleich sind sie als Special Protection Area GR4220022 Nisoi Christiana und Important Bird Area GR 158 Christiana Islets (Νησίδες Χριστιανά) eingestuft.

## Bildergalerie

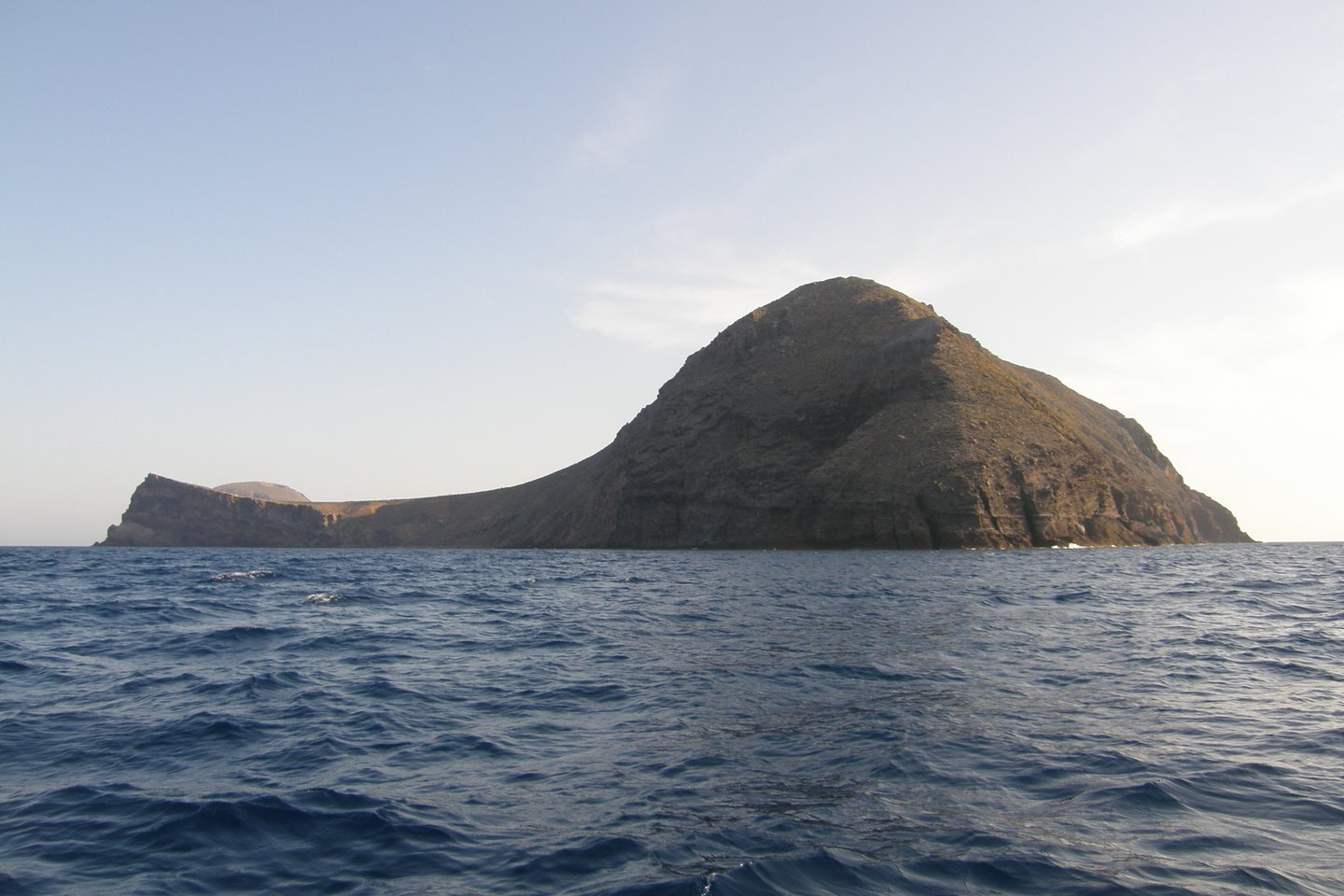
Christiani (Χριστιανή)
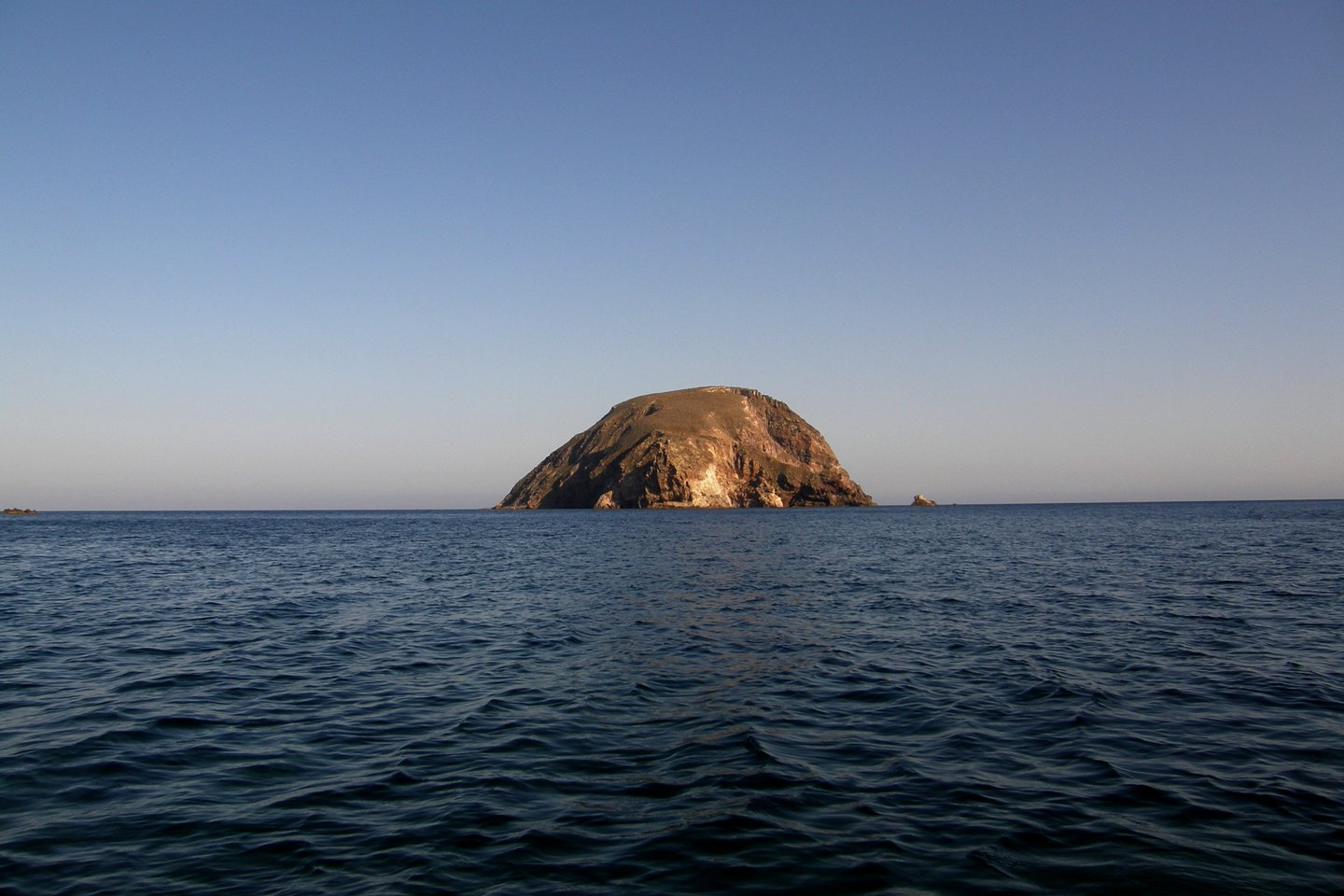
Askania (Ασκανιά)
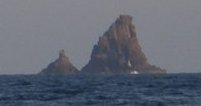
Eschati (Εσχάτη)